# アミノアセトアルデヒド
アミノアセトアルデヒド(Aminoacetaldehyde)は、化学式OHCCH2NH2の有機化合物である。通常の実験室条件下では不安定で、自己縮合を起こしやすい。アミノアセトアルデヒドジエチルアセタールは、安定な代用物である。
天然では、タウリンジオキシゲナーゼの作用によりタウリンを酸素化することで、亜硫酸塩H2NCH2CH(OH)SO3-を生じる。